# Општина Урекени (Њамц)
Урекени (рум. Urecheni) општина је у Румунији у округу Њамц.
Oпштина се налази на надморској висини од 276 m.